# Borgarbyggð
Borgarbyggð is een gemeente in het westen van IJsland in de regio Vesturland en heeft 3.713 inwoners (in 2006). De gemeente ontstond op 11 juni 1994 door het samenvoegen van de gemeentes Borgarnesbær, Norðurárdalshreppur, Stafholstungnahreppur en Hraunhreppur. Op 7 juni 1998 werden ook de gemeentes Álftaneshreppur, Borgarhreppur en Þverárhlíðarhreppur aan deze gemeente toegevoegd en op 27 mei 2006 kwamen daar ook nog de gemeentes Borgarfjarðarsveit, Hvítarsíðuhreppur en Kolbeinsstaðahreppur bij.
De grootste plaatsen in de gemeente zijn Borgarnes met 1.894 inwoners en Bifröst met 264 inwoners (in 2006).
Akraneskaupstaður · Hvalfjarðarsveit · Skorradalshreppur · Borgarbyggð · Grundarfjarðarbær · Helgafellssveit · Stykkishólmsbær · Eyja- og Miklaholtshreppur · Snæfellsbær · Dalabyggð